# Arktikoegol

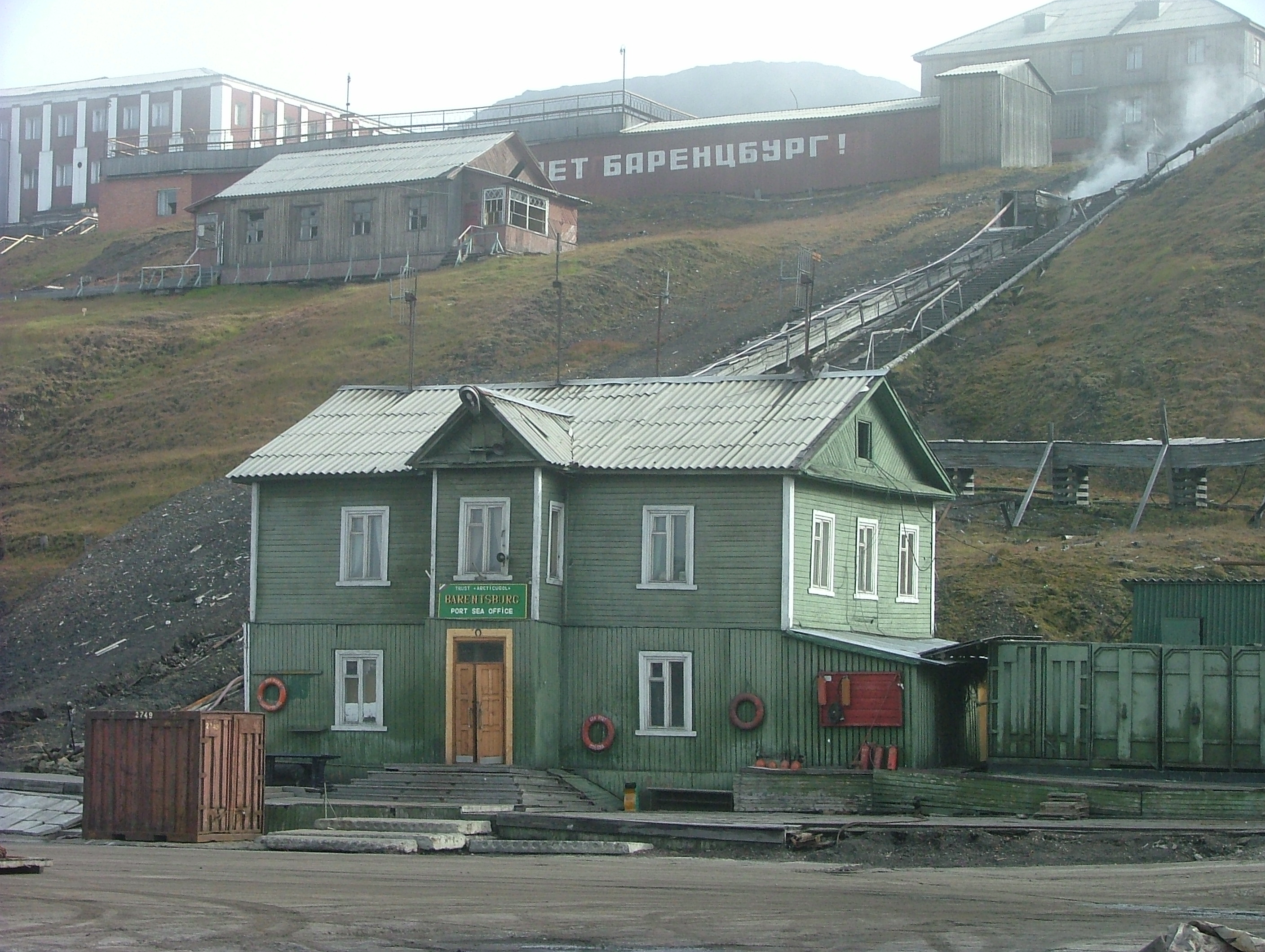
De mijnen in Barentszburg

Arktikoegol (Russisch: Арктикуголь) is een Russisch voormalig staatsbedrijf dat onder meer het Russische mijnbouwbedrijf op Spitsbergen leidt. De trust werd rond 1930 opgericht, in de periode dat de Sovjet-Unie een steeds belangrijkere rol ging spelen in de exploratie en exploitatie van het Arctische gebied. Het voornaamste doel van de trust was het verwerven van claimgebieden op Spitsbergen en de exploitatie van steenkool op deze claims. De claimgebieden van de trust bestaan onder meer uit de voormalig Nederlandse nederzettingen Barentszburg en Rijpsburg (sinds 1932), de nederzetting Groemant (sinds 1931) en het gebied rond Pyramiden dat de trust van een Zweedse firma overnam.
De trust delft tot op heden steenkool in Barentszburg. In het verleden werd er ook steenkool gewonnen in de nederzettingen Pyramiden, Coles Bay en Groemant. De steenkool werd getransporteerd naar Moermansk en daar gebruikt voor onder meer de Sovjetvloot. De Russische mijnbouwbelangen op Spitsbergen zijn echter altijd meer van politiek-strategische dan van economische aard geweest.